# Vostoksøen
Vostok-søen (rus. Озеро Восток, Ozero Vostok, lit. "Sø Øst") i Antarktis, er den største subglaciale sø, dvs. isdækkede sø, på Jorden og var den første subglaciale sø, der blev opdaget. Den dækker et areal på omkring 12.500 kvadratkilometer svarende til mere end en fjerdedel af Danmarks areal. Den er 250 kilometer lang og 50 kilometer bred og er med hensyn til volumen den sjettestørste sø på Jorden. Den har formentlig været isoleret fra omverdenen i mindst 20 millioner år, måske meget mere, men ikke dækket af is hele tiden. I midten af søen findes en forhøjning, der indebærer at søen indeholder to forskellige miljøer.
Intet andet sømiljø indeholder så meget ilt, og det anses for givet at der findes liv i søen i form af ekstremofile mikrober der opretholder livet ved kemosyntese.
På grund af søens ligheder med Jupiters måne Europa og Saturns måne Enceladus studeres Vostok-søen som en model på udenjordisk liv. Russiske forskere har boret 3.768 m igennem det dækkende islag og fået en iskerne, der rækker 420.000 år tilbage i tiden og en frossen vandprøve fra søen, og der blev fundet spor af over 3.500 forskellige mikrober.. Da det store problem ved prøvetagningen er forurening, er der stillet spørgsmål til de mikrober der er fundet.